# Ginoria montana
Ginoria montana là một loài thực vật có hoa trong họ Lythraceae. Loài này được Britton & P.Wilson mô tả khoa học đầu tiên năm 1923.